# Grupos Especiais (Iraque)
Grupos Especiais é uma designação dada pelos militares estadunidenses para as organizações paramilitares xiitas que operam no Iraque supostamente apoiadas pelo Irã. De acordo com os norte-americanos estes grupos são financiados, treinados e armados pela Força Quds iraniana, parte da Guarda Revolucionária Islâmica.
Estes grupos são separados, embora possivelmente relacionados, com Jaish al Mahdi ou Exército Mahdi de Muqtada al-Sadr. A distinção entre estes grupos e o Exército Mahdi tem sido mantida com mais clareza uma vez que al-Sadr pediu um cessar-fogo no final de agosto de 2007 após os confrontos do Exército Mahdi com forças de segurança iraquianas em Carbala, no Iraque, mas os Grupos Especiais continuaram os combates. Após a dissolução do Exército Mahdi em 2008, seu sucessor foi anunciado como um grupo chamado Brigada do Dia Prometido; no entanto, o maior grupo especial que surgiu após os combates da primavera de 2008 foi um grupo chamado Asa'ib Ahl al-Haq ou Rede Qazali. De acordo com o jornal The Guardian, em março de 2014, Asa'ib Ahl al-Haq é controlado pelo Irã sob a Força Quds do general Qasem Soleimani. Outro grande grupo especial é o Kata'ib Hezbollah (ou Brigadas do Hezbollah), que começaram a operar de forma independente a partir do Exército Mahdi e outros grupos especiais.
Em 2014 com o o avanço do Estado Islâmico do Iraque e do Levante (EIIL) durante uma bem-sucedida ofensiva do grupo que quase resultou na queda do governo iraquiano, muitos dos Grupos Especiais foram integradas na estrutura das forças armadas sob a égide das Forças de Mobilização Popular.